# DC Studios
 (транскр.  Ди Си Студиос), раније DC Films, амерички је филмски студио који је основан 2016. године и подружница је компаније Warner Bros. Discovery преко компаније Warner Bros. Entertainment, посвећена продукцији филмова заснованих на ликовима из компаније DC Comics.

## Историја
Након критичног неуспеха Бетмен против Супермена: Зора праведника, Warner Bros. Pictures повукао је кораке да исправи смер Ди−Сијевог проширеног универзума. Студио се реорганизовао у мају 2016. године да би имао жанровски одговорне филмске руководиоце, па су филмови DC Comics франшизе под компанијом Warner Bros. стављени под новостворено одељење DC Films, створено под извршним потпредседником Warner Brosа. Џоном Бергом и главним директором за садржај компаније DC Comics Џофом Џонсом. То је учињено у нади да ће се директније такмичити са Марвеловим филмским универзумом. Џонс је такође задржао постојећу улогу у DC Comics-у.
Лига правде имала је један од највећих буџета за филм (скоро 300 милиона долара), али је током свог првог викенда зарадила око 96 милиона долара. Анализа Вашингтон поста очекивала је да ће поново доћи до корекције курса, уз могућу промену вођства. Ди-Сијев проширени универзум је деловао под мандатом вођеним редитељем. Доприноситељи Форбса сматрали су да би корекција курса требало да DC Films одустане од заједничког универзума, настављајући са филмовима Чудесне Жене и повремено другим филмовима, јер Warner Bros. има и друге франшизе са којима могу сарађивати. Упркос томе, у децембру је студио поновио свој тренутни филмски списак незванично назван Ди-Сијев проширени универзум. Истог месеца, Warner Bros. је објавио да ће се догодити нова стратегија и организација DC Filmsа тако што ће Берг напустити место копредседника продукције студија да би са Ројом Лијем, продуцентом филмова Лего филм и То, основао продукцијску компанију са седиштем у Warner Brosu. У јануару 2018. објављено је да ће извршни директор компаније Warner Bros. Валтер Хамада бити нови председник DC Filmsа и надгледаће филмове у Ди-Сијевом проширеном универзуму. Хамада је уско повезан са компанијом New Line Cinema и помагао је у развоју хорор филмова, попут То и Призивање зла франшизе.

## Руководство

### Тренутно
- Џејмс Ган (новембар 2022 —): копредседник и главни извршни директор.
- Питер Сафран (новембар 2022 —): копредседник и главни извршни директор.
- Чантал Нонг (фебруар 2018 —): Потпредседник продукције, надгледајући развој и управљање продукцијом филмова заснованих на DC Films.

### Бивши
- Џоф Џонс (мај 2016 — децембар 2017): Бивши копредседник DC Filmsа, бивши председник DC Comicsа и оперативни директор (фебруар 2010 — јун 2018) и бивши супредседник Ди-Сијевог проширеног универзума (2015 — јун 2018).
- Џон Берг (мај 2016 — децембар 2017): Бивши извршни потпредседник Warner Brosа, бивши копредседник DC Filmsа и бивши супредседник Ди−Сијевог проширеног универзума.
- Волтер Хамада (јануар 2018 — октобар 2022): Бивши председник, филмска продукција заснована на DC, Warner Bros. Pictures.

## Ди-Сијеви филмови
| Филм                           | Година | Режисер            | Компаније за ко−продукцију                                                                                |
| ------------------------------ | ------ | ------------------ | --- |
| Одред отписаних                | 2016.  | Дејвид Ајер        | RatPac-Dune Entertainment, Atlas Entertainment                                                            |
| Чудесна жена                   | 2017.  | Пети Џенкинс       | RatPac-Dune Entertainment, Atlas Entertainment, Cruel and Unusual Films, Tencent Pictures, Wanda Pictures |
| Лига правде                    | 2017.  | Зак Снајдер        | RatPac-Dune Entertainment, Access Entertainment, Atlas Entertainment, Cruel and Unusual Films             |
| Аквамен                        | 2018.  | Џејмс Вон          | The Safran Company, Cruel and Unusual Films, Mad Ghost Productions                                        |
| Шазам!                         | 2019.  | Дејвид Ф. Сандберг | New Line Cinema, The Safran Company, Seven Bucks Productions, Mad Ghost Productions                       |
| Џокер                          | 2019.  | Тод Филипс         | Village Roadshow Pictures, BRON Creative, Joint Effort Productions                                        |
| Птице грабљивице               | 2020.  | Кети Јан           | LuckyChap Entertainment, Kroll & Co. Entertainment, Clubhouse Productions                                 |
| Чудесна жена 1984              | 2020.  | Пети Џенкинс       | Atlas Entertainment, The Stone Quarry, Mad Ghost Productions                                              |
| Лига правде Зека Снајдера      | 2021.  | Зак Снајдер        | Atlas Entertainment, The Stone Quarry, WarnerMax                                                          |
| Одред отписаних: Нова мисија   | 2021.  | Џејмс Ган          | Atlas Entertainment, The Safran Company, Troll Court Entertainment                                        |
| Бетмен                         | 2022.  | Мет Ривс           | 6th & Idaho Motion Picture Company                                                                        |
| Црни Адам                      | 2022.  | Жауме Колет Сера   | New Line Cinema, Seven Bucks Productions, FlynnPictureCo.                                                 |
| Шазам! Гнев богова             | 2023.  | Дејвид Ф. Сандберг | New Line Cinema, The Safran Company, Seven Bucks Productions, Mad Ghost Productions                       |
| Флеш                           | 2023.  | Енди Мускијети     | The Disco Factory, Double Dream                                                                           |
| Плава Буба                     | 2023.  | Ангел Мануел Сото  | S&K Pictures, The Safran Company, Entertainment One                                                       |
| Аквамен и изгубљено краљевство | 2023.  | Џејмс Вoн          | Atomic Monster Productions, The Safran Company                                                            |
| Џокер: Лудило у двоје          | 2024.  | Тод Филипс         | Village Roadshow Pictures, Bron Creative and Joint Effort Productions                                     |

### Надолазећи филмови
| Филм                         | Година | Режисер       | Компаније за ко−продукцију                                  |
| ---------------------------- | ------ | ------------- | ----------------------------------------------------------- |
| Супермен                     | 2025.  | Џејмс Ган     |                                                             |
| Supergirl: Woman of Tomorrow | 2026.  | Крејг Гилеспи |                                                             |
| Бетмен: Други део            | 2027.  | Мет Ривс      | 6th & Idaho Motion Picture Company, Dylan Clark Productions |